# 赵长茂
赵长茂（1957年2月—），男，山东莱州人，中华人民共和国政治人物，曾任中共中央党校教育长、副校长。现任第十三届全国政协委员。